# Piz di Strega
Piz di Strega är en bergstopp i Schweiz.   Den ligger i regionen Moesa och kantonen Graubünden, i den sydöstra delen av landet, 140 km öster om huvudstaden Bern. Toppen på Piz di Strega är 2 912 meter över havet, eller 302 meter över den omgivande terrängen. Bredden vid basen är 2,5 km.
Terrängen runt Piz di Strega är huvudsakligen mycket bergig. Närmaste större samhälle är Biasca, 9,6 km väster om Piz di Strega. 
I omgivningarna runt Piz di Strega växer i huvudsak blandskog. Runt Piz di Strega är det mycket glesbefolkat, med 2 invånare per kvadratkilometer.